# Маркиз Уотерфорд
Маркиз Уотерфорд (англ. Marquess of Waterford) — наследственный титул в системе Пэрства Ирландии.

## История

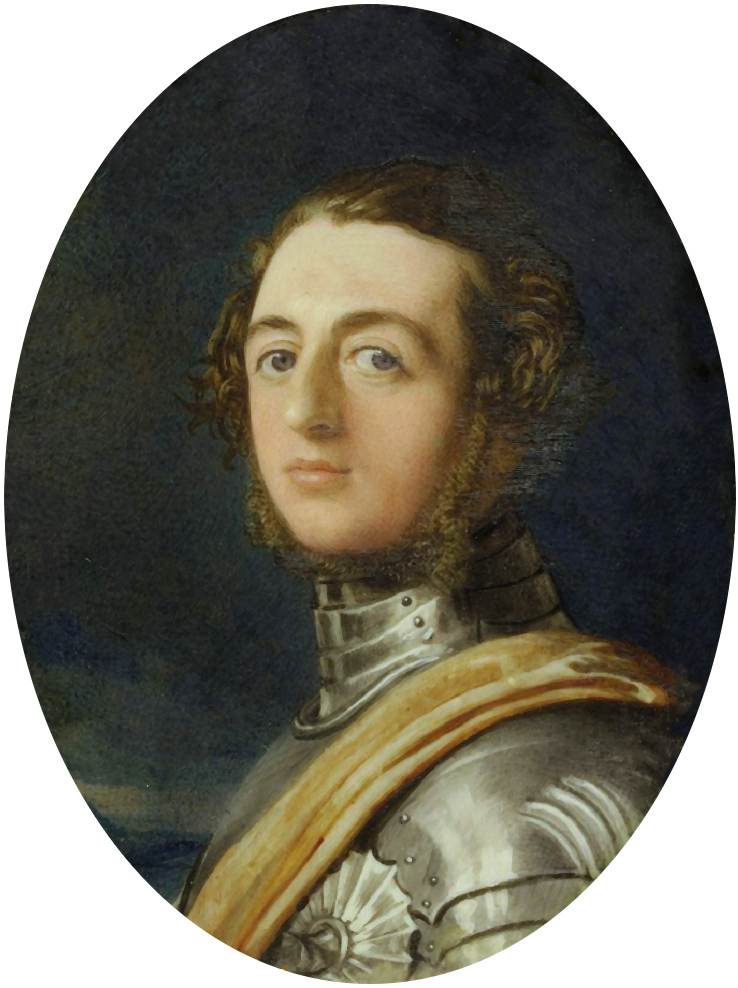
Генри Бересфорд, 3-й маркиз Уотерфорд (1811—1859), портрет Роберта Торберна, 1840 год

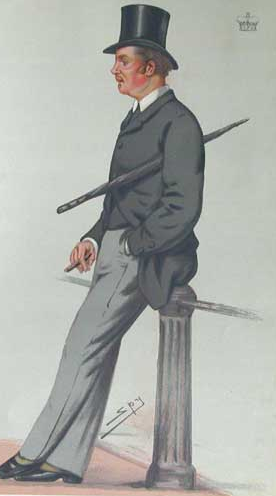
Джон Бересфорд, 5-й маркиз Уотерфорд, портрет Лесли Уорда, 1879 год

Титул маркиза Уотерфорда был создан в 19 августа 1789 года для Джорджа Бересфорда, 2-го графа Тирона (1735—1800). Семья Бересфорд происходит от Тристрама Бересфорда, который переселился из Кента в Ирландию в 17 веке. Его старший сын Тристрам Бересфорд (ум. 1673), заседал в ирландской палате общин от Лондондерри. 5 мая 1665 года он получил титул баронета из Колрейна в графстве Лондондерри (Баронетство Ирландии). Его правнук, Маркус Бересфорд, 4-й баронет (1694—1763), женился на леди Кэтрин (ум. 1769), старшей дочери Джеймса де ла Поэра, 3-го графа Тирона (1667—1704). В 1720 году он стал пэром Ирландии, получив титулы барона Бересфорда из Бересфорда в графстве Каван и виконта Тирона. В 1746 году для него был создан титул графа Тирона (Пэрство Ирландии). В 1767 году его супруга Кэтрин получила титул баронессы ла Поер. Лорду Тирону наследовал его старший сын, Джордж де ла Поэр Бересфорд, 2-й граф Тирон (1735—1800). В 1769 году после смерти своей матери он унаследовал титул барона де ла Поэра. В 1786 году для него был создан титул барона Тирона из Хаверфордуэста в графстве Пембрукшир (Пэрство Великобритании). Через три года, в 1789 году, он получил титул маркиза Уотерфорда (Пэрство Ирландии). Ему наследовал его второй сын, Генри де ла Поэр Бересфорд, 2-й маркиз Уотерфорд (1772—1826). Ранее он заседал в палате общин Ирландии от графства Лондондерри (1790—1801) и Колрейна (1798). Его преемником стал его второй сын, Генри де ла Поэр Бересфорд, 3-й маркиз Уотерфорд (1811—1859). Ему наследовал его младший брат, Джон де ла Поэр Бересфорд, 4-й маркиз Уотерфорд (1814—1866).
По состоянию на 2024 год, носителем титула являлся его потомок, Генри Николас де ла Поэр Бересфорд, 9-й маркиз Уотерфорд (род. 1958), который наследовал своему отцу 11 февраля 2015 года.

## Другие известные члены рода Бересфорд

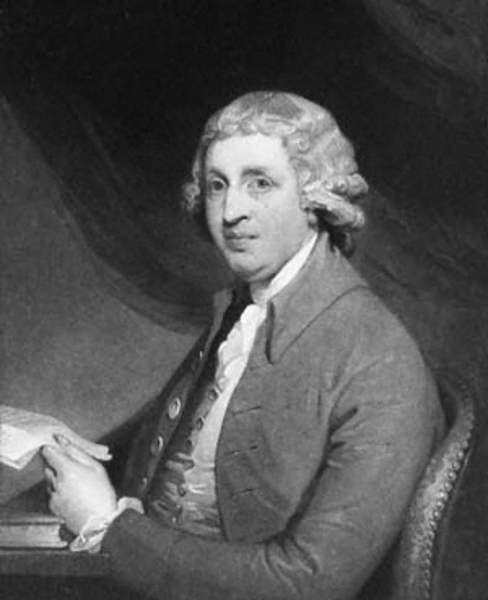
Достопочтенный Джон Бересфорд, младший сын 1-го графа Тирона

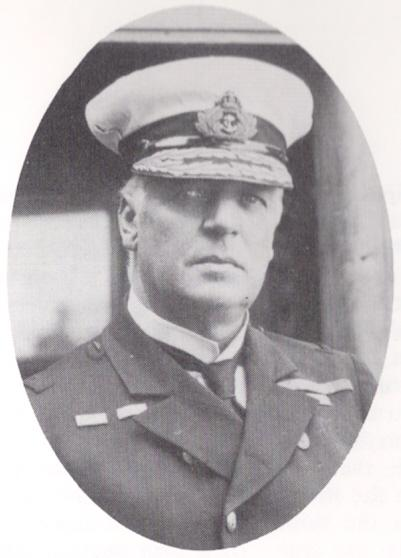
Адмирал Лорд Чарльз Бересфорд

- Джон Бересфорд (1738—1805), влиятельный государственный деятель, пятый сын 1-го графа Тирона, депутат ирландской палаты общин от графства Уотерфорд (1761—1801), депутат Палаты общин от графства Уотерфорд (1801—1805) и Эннискиллена (1802);
- Маркус Бересфорд (1764—1797), старший сын предыдущего, депутат ирландского парламента от Дангарвана (1783—1797);
- Уильям Бересфорд (1797—1883), консервативный политик, депутат Палаты общин от Хариджа (1841—1847) и Северного Эссекса (1847—1865), второй сын предыдущего;
- Мостин Бересфорд (1835—1911), генерал-лейтенант британской армии, сын предыдущего;
- Эдвард Маркус Бересфорд (1836—1896), генерал-майор британской армии, брат предыдущего;
- Его Преосвященство Джордж Бересфорд (1765—1841), епископ Клонферта и Килмакдуа[англ.] (1801—1802), Килмора (1802—1839), Килмора и Арды (1839—1841), второй сын Джона Бересфорда (1738—1805), младшего сына 1-го маркиза Уотерфорда;
- Его Высокопреосвященство Маркус Бересфорд (1801—1885), епископ Килмора, Элфина и Арды[англ.] (1854—1862), архиепископ Армы[англ.] (1862—1885), сын предыдущего;
- Джордж Бересфорд (1831—1906), англо-ирландский консервативный политик, сын предыдущего. Депутат Палаты общин от Армы (1875—1885);
- Джордж Чарльз Бересфорд (1864—1938), британский фотограф, сын майора Генри Маркуса Бересфорда;
- Джон Клавдий Бересфорд[англ.] (1766—1846), британский политик, третий сын Джона Бересфорда;
- Уильям Бересфорд (1743—1819), епископ Дромора[англ.] (1780—1782) и Оссори (1782—1794), архиепископ Туама[англ.] (1794—1819), седьмой сын 1-го графа Тирона. В 1812 году получил титул барона Десси;
- Лорд Джон Бересфорд (1773—1862), епископ Корка и Росса[англ.] (1805—1807), Рафо (1807—1819) и Клохера (1819—1820), архиепископ Дублина (1820—1822) и Армы (1822—1862), второй сын 1-го маркиза Уотерфорда;
- Лорд Джордж Бересфорд (1781—1839), британский политик и военный, младший сын 1-го маркиза Уотерфорда;
- Уильям Бересфорд (1768—1856), фельдмаршал британской армии, внебрачный сын 1-го маркиза Уотерфорда. В 1823 году получил титул виконта Бересфорда;
- Джон Бересфорд (1766—1844), британский военный и политик, внебрачный сын 1-го маркиза Уотерфорда. В 1814 году получил титул баронета;
- Лорд Чарльз Бересфорд (1846—1919), британский флотоводец и политик, второй сын 4-го маркиза Уотерфорда. В 1916 году получил титул барона Бересфорда;
- Лорд Уильям Бересфорд (1847—1900), британский военный, кавалер Креста Виктории, третий сын 4-го маркиза Уотерфорда;
- Лорд Маркус Бересфорд (1848—1922), королевский придворный, четвертый сын 4-го маркиза Уотерфорда.

Титул учтивости старшего сына и наследника маркиза Уотерфорда — «Граф Тирон», титул учтивости старшего сына графа Тирона — «Лорд Ле Поэр».
Семейная резиденция — Куррагхмор, в окрестностях Портло, графство Уотерфорд, Ирландия.

## Баронеты Бересфорд из Колрейна (1665)
- 1665—1673: сэр Тристрам Бересфорд, 1-й баронет[англ.] (умер 15 января 1673), старший сын Тристрама Бересфорда;
- 1673—1681: сэр Рэндал Бересфорд, 2-й баронет[англ.] (умер 19 октября 1681), сын предыдущего;
- 1681—1701: сэр Тристрам Бересфорд, 3-й баронет[англ.] (1669 — 16 июня 1701), второй сын предыдущего;
- 1701—1763: сэр Маркус Бересфорд, 4-й баронет (16 июля 1694 — 4 апреля 1763), единственный сын предыдущего, виконт Тирон с 1720 года и граф Тирон с 1746 года.

## Графы Тирон (1746)
- 1746—1766: Маркус Бересфорд, 1-й граф Тирон (16 июля 1694 — 4 апреля 1763), единственный сын сэра Тристрама Бересфорда, 3-го баронета;
- 1766—1800: Джордж де Ла Поэр Бересфорд, 2-й граф Тирон (8 января 1735 — 3 декабря 1800), старший сын предыдущего, маркиз Уотерфорд с 1789 года.

## Маркизы Уотерфорд (1789)

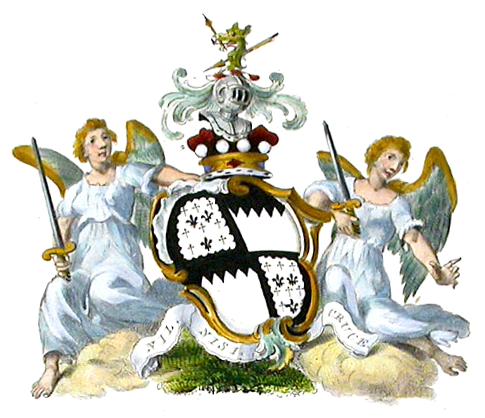
Герб маркизов Уотерфорд

- 1789—1800: Джордж де Ла Поэр Бересфорд, 1-й маркиз Уотерфорд (8 января 1735 — 3 декабря 1800), старший сын Маркуса Бересфорда, 1-го графа Тирона (1694—1763);
- 1800—1826: Генри де Ла Поэр Бересфорд, 2-й маркиз Уотерфорд (23 мая 1772 — 16 июля 1826), второй сын предыдущего;
- 1826—1859: Генри де Ла Поэр Бересфорд, 3-й маркиз Уотерфорд (26 апреля 1811 — 29 марта 1859), старший сын предыдущего;
- 1859—1866: Джон де Ла Поэр Бересфорд, 4-й маркиз Уотерфорд[англ.] (27 апреля 1814 — 6 ноября 1866), младший брат предыдущего;
- 1866—1895: Джон Генри де Ла Поэр Бересфорд, 5-й маркиз Уотерфорд (21 мая 1844 — 23 октября 1895), старший сын предыдущего от первого брака;
- 1895—1911: Генри де Ла Поэр Бересфорд, 6-й маркиз Уотерфорд (28 апреля 1875 — 1 декабря 1911), единственный сын предыдущего;
- 1911—1934: Джон Чарльз де Ла Поэр Бересфорд, 7-й маркиз Уотерфорд (6 января 1901 — 25 сентября 1934), старший сын предыдущего;
- 1934—2015: Джон Хуберт де Ла Поэр Бересфорд, 8-й маркиз Уотерфорд (14 июля 1933 — 12 февраля 2015), старший сын предыдущего;
- 2015 — настоящее время: Генри Николас де Ла Поэр Бересфорд, 9-й маркиз Уотерфорд (род. 23 марта 1958), старший сын предыдущего;
  - Наследник: Ричард Джон де ла Поэр Бересфорд, граф Тирон (род. 1987), сын предыдущего, который известен как Ричард Ле Поэр.